# Chamagne
Chamagne is een gemeente in het Franse departement Vosges (regio Grand Est) en telt 416 inwoners (1999). De plaats maakt deel uit van het arrondissement Épinal.

## Geografie
De oppervlakte van Chamagne bedraagt 15,2 km², de bevolkingsdichtheid is 27,4 inwoners per km².
De onderstaande kaart toont de ligging van Chamagne met de belangrijkste infrastructuur en aangrenzende gemeenten.

## Demografie
Onderstaande figuur toont het verloop van het inwonertal (bron: INSEE-tellingen).

## Geboren in Chamagne
- Claude Lorrain (1602-1682), Frans kunstschilder